# Elaphria varia
Elaphria varia är en fjärilsart som beskrevs av Walker 1857. Elaphria varia ingår i släktet Elaphria och familjen nattflyn. Inga underarter finns listade i Catalogue of Life.